# Ростока (притока Великої Пині)
Ростока — струмок (річка) в Україні у Свалявському районі Закарпатської області. Права притока річки Великої Пині (басейн Дунаю).

## Опис
Довжина струмка приблизно 6,29 км, найкоротша відстань між витоком і гирлом — 3,40  км, коефіцієнт звивистості річки — 1,85 . Формується багатьма гірськими струмками.

## Розташування
Бере початок на північно-східних схилах гори Кругла (744,2 м). Спочатку тече переважно на північний схід через село Оленьово, далі тече через село переважно на південний схід і на південній частині села Плоске впадає у річку Велику Пиню, праву притоку річки Пині.

## Цікаві факти
- У селі Оленьово струмок перетинає автошлях Т 0712[2] (автомобільний шлях територіального значення у Закарпатській області. Пролягає територією Перечинського та Свалявського районів через Перечин — Сваляву. Загальна довжина — 52,1 км.).
- У селі Оленьово на правому березі струмка розташоване джерело мінеральної води[2].
- У XX столітті біля північного допливу струмка біля гори Корна (705,6 м) проходив газовід Уренгой — Помари — Ужгород[1].